# Pine Lakes Addition
Pine Lakes Addition es un lugar designado por el censo ubicado en el condado de Minnehaha en el estado estadounidense de Dakota del Sur. En el Censo de 2010 tenía una población de 314 habitantes y una densidad poblacional de 631,44 personas por km².

## Geografía
Pine Lakes Addition se encuentra ubicado en las coordenadas 43°33′3″N 96°38′6″O / 43.55083, -96.63500. Según la Oficina del Censo de los Estados Unidos, Pine Lakes Addition tiene una superficie total de 0.5 km², de la cual 0.5 km² corresponden a tierra firme y (0%) 0 km² es agua.

## Demografía
Según el censo de 2010, había 314 personas residiendo en Pine Lakes Addition. La densidad de población era de 631,44 hab./km². De los 314 habitantes, Pine Lakes Addition estaba compuesto por el 99.04% blancos, el 0% eran afroamericanos, el 0% eran amerindios, el 0.32% eran asiáticos, el 0% eran isleños del Pacífico, el 0.32% eran de otras razas y el 0.32% pertenecían a dos o más razas. Del total de la población el 2.55% eran hispanos o latinos de cualquier raza.